# The Joe Perry Project
The Joe Perry Project ist eine amerikanische Rockband, die vom Aerosmith-Leadgitarristen Joe Perry gegründet wurde. Perry gründete die Band kurz vor seinem Ausstieg aus Aerosmith im Jahr 1979. The Joe Perry Project unterzeichnete fast unmittelbar nach Perrys Ausstieg aus der Band einen Plattenvertrag mit Aerosmiths Label Columbia Records, das von dem Chaos im Aerosmith-Lager enttäuscht war und hoffte, Perry zurück zu Aerosmith zu manövrieren. Das Project spielte mit seinem Debütalbum Let the Music Do the Talking hauptsächlich in der Gegend um Boston in kleineren Veranstaltungsorten. Aerosmith ersetzte Perry durch den Gitarristen Jimmy Crespo, und Rick Dufay wurde als Ersatz für Brad Whitford, den anderen ursprünglichen Gitarristen von Aerosmith, engagiert, nachdem dieser kurz nach Joe Perrys Ausstieg die Band verlassen hatte. Nach mehreren Besetzungswechseln in den nächsten Jahren und zwei weiteren Alben, die sich schlecht verkauften, löste sich das Joe Perry Project 1984 auf, als Perry zustimmte, sich wieder mit Aerosmith zusammenzutun (Brad Whitford schloss sich ebenfalls an und brachte die Band in ihre ursprüngliche Form zurück), und die Band erlebte eine der erfolgreichsten „Comeback“-Geschichten der Musikgeschichte. Joe Perry hat die Band seither mehrmals als Nebenprojekt wiederbelebt, um sich während Ruhezeiten von Aerosmith zu beschäftigen.

## Geschichte
Die ursprüngliche Besetzung der Band bestand aus Joe Perry an der Gitarre und manchmal Gesang, Ralph Morman,
Gesang, Bassist David Hull und Schlagzeuger Ronnie Stewart. In dieser Besetzung nahm die Band 1980 ihr Debütalbum Let the Music Do the Talking,
das vom langjährigen Aerosmith-Produzenten Jack Douglas produziert wurde. Das Album wurde gut aufgenommen und verkaufte sich innerhalb der ersten sechs Monate nach Veröffentlichung 250.000 Mal in Amerika.
Im Juni 1980, während der Tournee zum Album, wurde Ralph Morman aufgrund von Alkoholproblemen und seinem unzuverlässigen und unberechenbaren Verhalten aus der Band entlassen. Er wurde vorübergehend durch den Sänger Joey Mala der New Yorker Band Revolver ersetzt, damit Perry seinen Konzertverpflichtungen nachkommen konnte, bis ein fester Sänger gefunden war. Mit dem Sänger und Rhythmusgitarristen Charlie Farren wurde schließlich ein dauerhafter Ersatz gefunden. Perry, Farren, Stewart und Hull nahmen ein Album auf, I've Got the Rock'n'Rolls Again, das sich als weniger erfolgreich erwies als das Debüt der Gruppe. Die Verantwortlichen von Columbia Records zögerten, das Album zu promoten, was nach Meinung mancher nur daran lag, dass sie viel mehr an einer Wiedervereinigung von Aerosmith als an einem Soloprojekt von Perry interessiert waren. Dieser Widerstand der Plattenfirma, kombiniert mit Perrys anhaltenden Drogen- und Finanzproblemen, führte 1982 zum Ausstieg der gesamten Band.
Ausgestattet mit einer neuen Plattenfirma (MCA Records) und drei neuen Bandmitgliedern in Sänger Cowboy Mach Bell, Bassist Danny Hargrove und Schlagzeuger Joe Pet, veröffentlichte die Band 1983 Once a Rocker, Always a Rocker. Das Album erlitt das gleiche Schicksal wie sein Vorgänger und verkaufte weniger als 50.000 Exemplare. Trotz der schlechten Verkaufszahlen ging The Project zur Unterstützung des Albums auf eine letzte Tournee, bei der auch der ehemalige Aerosmith-Gitarrist Brad Whitford mit von der Partie war.
Eine Kompilation, The Music Still Does the Talking: The Best of the Joe Perry Project, wurde 1999 von einem australischen Indie-Plattenlabel veröffentlicht.

## Neugründung
Am 6. Oktober 2009 veröffentlichte Joe Perry auf seinem eigenen Plattenlabel (Roman Records) ein Soloalbum mit dem Titel Have Guitar, Will Travel.
Die erste Single hieß „We've Got a Long Way to Go.“
Obwohl die Platte als Perry-Soloalbum veröffentlicht wurde, gehörte der ursprüngliche Bassist David Hull zur Tourband und es wurde als The Joe Perry Project bezeichnet. Ebenfalls beteiligt waren Gitarrist/Keyboarder Paul Santo (Aerosmith, Ozzy Osbourne, Ringo Starr), Schlagzeuger Marty Richards (James Montgomery, Norah Jones, The J. Geils Band) und der deutsche Sänger Hagen Grohe, der von Billie Perry (Joe Perrys Frau) auf YouTube entdeckt wurde. Das neue Joe Perry Project unterstützte Joe auch bei seinem letzten Album, was es de facto zu einem Joe-Perry-Project-Album macht.
Am 20. September 2009 spielte das neue Joe Perry Project das erste öffentliche Konzert der Have Guitar, Will Travel Tour in der Memorial Hall in Plymouth, Massachusetts.
Die Show wurde nur wenige Tage vor der Veranstaltung angekündigt. Die anwesenden Fans hörten als erste einige der neuen Songs des kommenden Albums sowie eine Handvoll klassischer Aerosmith-Songs, darunter: „Let The Music Do The Talking“ (Originalversion von JPP), „Walkin' The Dog“, „Dream On“, „Combination“ und „Walk This Way“. Der letzte Song des Abends war eine Coverversion von Neil Youngs „Rockin’ in the Free World“.
Während der Tour 2009–2010 eröffnete das Joe Perry Project für Bad Company und Mötley Crüe.
Im Jahr 2022 kündigte Joe Perry an, dass das Joe Perry Project im Sommer drei Konzerte in New England spielen würde. Das Lineup für diese Shows umfasst Buck Johnson, Pet, Chris Wyse und Gary Cherone von Extreme.
Zusätzlich plante die Band im selben Sommer zwei Shows in Brasilien.
Im nächsten Jahr kündigte Perry eine weitere Tournee an. Das Lineup für die Tour 2023 umfasst Cherone, Johnson, Hull und Jason Sutter, der im Vorjahr anstelle von Pet mit der Band auf Tour war.

## Diskografie

### Studioalben
- Let the Music Do the Talking (1980)
- I've Got the Rock'n'Rolls Again (1981)
- Once a Rocker, Always a Rocker (1983)

### Singles
- Let the Music Do the Talking (1980)
- Buzz Buzz (1981)

### Kompilationen
- The Music Still Does the Talking: The Best of the Joe Perry Project (1999)